# Slavo Kukić

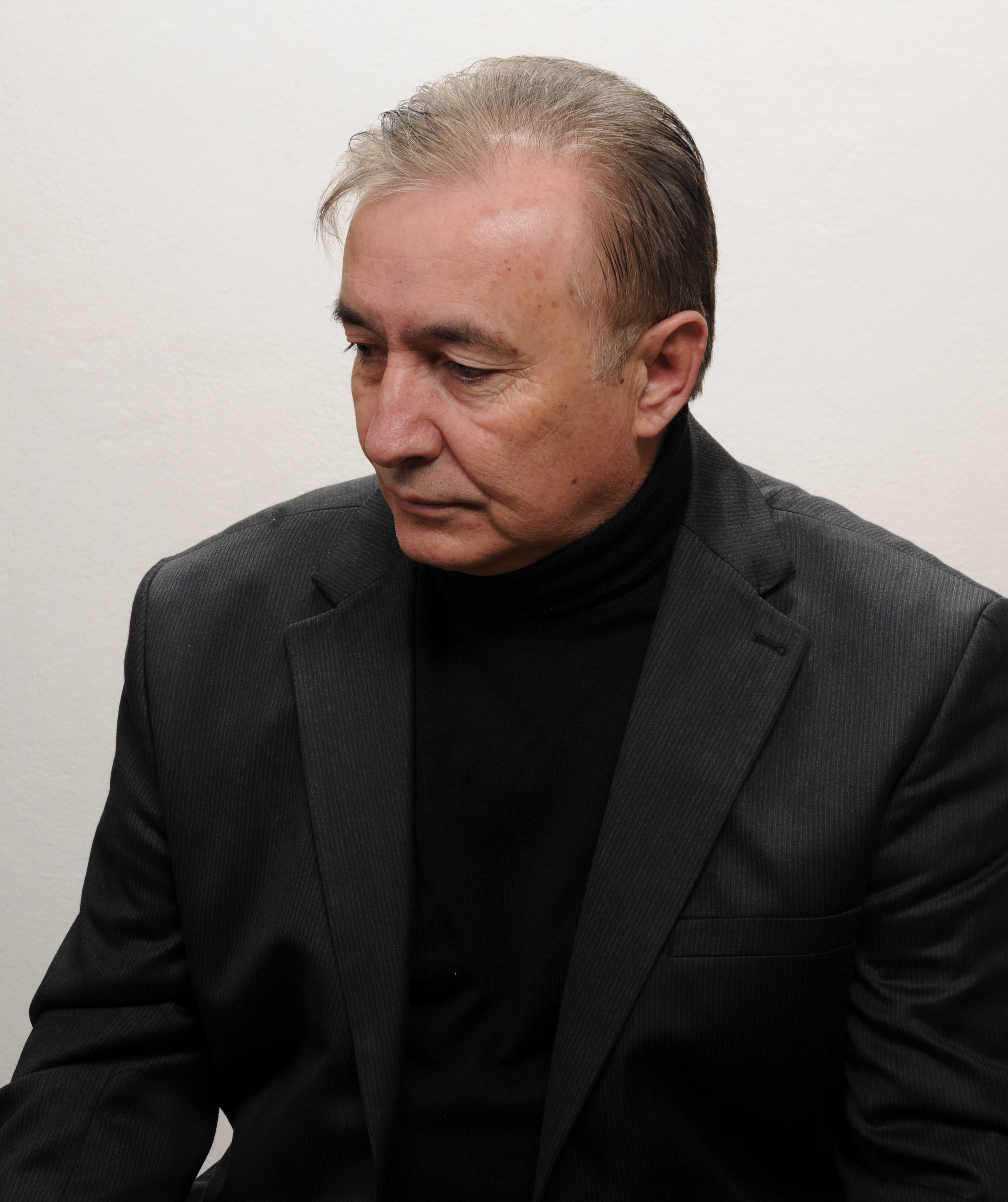
Slavo Kukić (2016)

Slavo Kukić (* 21. Juli 1954 nahe Posušje, Jugoslawien; † 7. September 2024) war ein bosnischer Soziologe und Politiker. Er lehrte als Professor an der Wirtschaftsfakultät der Universität Mostar, daneben hatte er Lehraufträge an der Universitäten Sarajevo und Split.

## Leben
Slavo Kukić studierte an der Universität Sarajevo zunächst Politikwissenschaft und promovierte dort 1986 im Fach Soziologie. Er war als Lehrer in Posušje tätig, bis er 1992 an der Wirtschaftsfakultät der Universität Mostar Assistenzprofessor wurde. Er wurde 1997 zum außerordentlichen und 2000 zum ordentlichen Professor gewählt.
Im Juni 2011 wurde der parteilose, als ethnischer Kroate geltende Kukić auf Vorschlag der Socijaldemokratska partija Bosne i Hercegovine vom Staatspräsidium für das Amt des Ministerpräsidenten von Bosnien und Herzegowina nominiert. Bei der Abstimmung im Parlament am 29. Juni 2011 stimmten 21 Abgeordnete für und 14 gegen Kukić; die Gegenstimmen stammten von den Vertretern der Partei für Bosnien und Herzegowina, HDZ, HDZ 1990, sowie von allen an der Abstimmung teilnehmenden Vertretern aus der Republika Srpska. Damit war die Wahl Kukićs gescheitert, weil eine Zustimmung von mindestens je einem Drittel der Abgeordneten der drei großen Bevölkerungsgruppen (Bosniaken, Serben und Kroaten) nötig gewesen wäre. Nach der Abstimmung kündigte Kukić an, bis Anfang August eine Regierung zusammenzustellen, über die das Parlament dann abstimmen müsse.
Nach rund 15 Monaten ohne Regierung wurde im Januar 2012 Vjekoslav Bevanda (HDZ) zum Ministerpräsidenten gewählt. Im April 2014 kündigte Kukić an, bei der Wahl zum Staatspräsidium von Bosnien und Herzegowina anzutreten.
Ende 2012 wurde Kukić zum korrespondierenden Mitglied der Akademie der Wissenschaften und Künste von Bosnien und Herzegowina gewählt, 2018 zum ordentlichen Mitglied.
Er starb im September 2024 im Alter von 70 Jahren.

## Schriften (Auswahl)
- Sociologija (Soziologie), 1995